# Antiblemma bipustulata
Antiblemma bipustulata là một loài bướm đêm trong họ Erebidae.